# Джованни Камальдульский
Джованни Камальдульский (Giovanni O.S.B.Cam., также известный как Giovanni Vitale) — католический церковный деятель XI—XII века. Принёс обеты в камальдульской конгрегации ордена св. Бенедикта. Провозглашен кардиналом-епископом Остии на консистории в декабре 1126 года. Участвовал в выборах папы Иннокентия II в 1130 году.